# Гета (імператор)

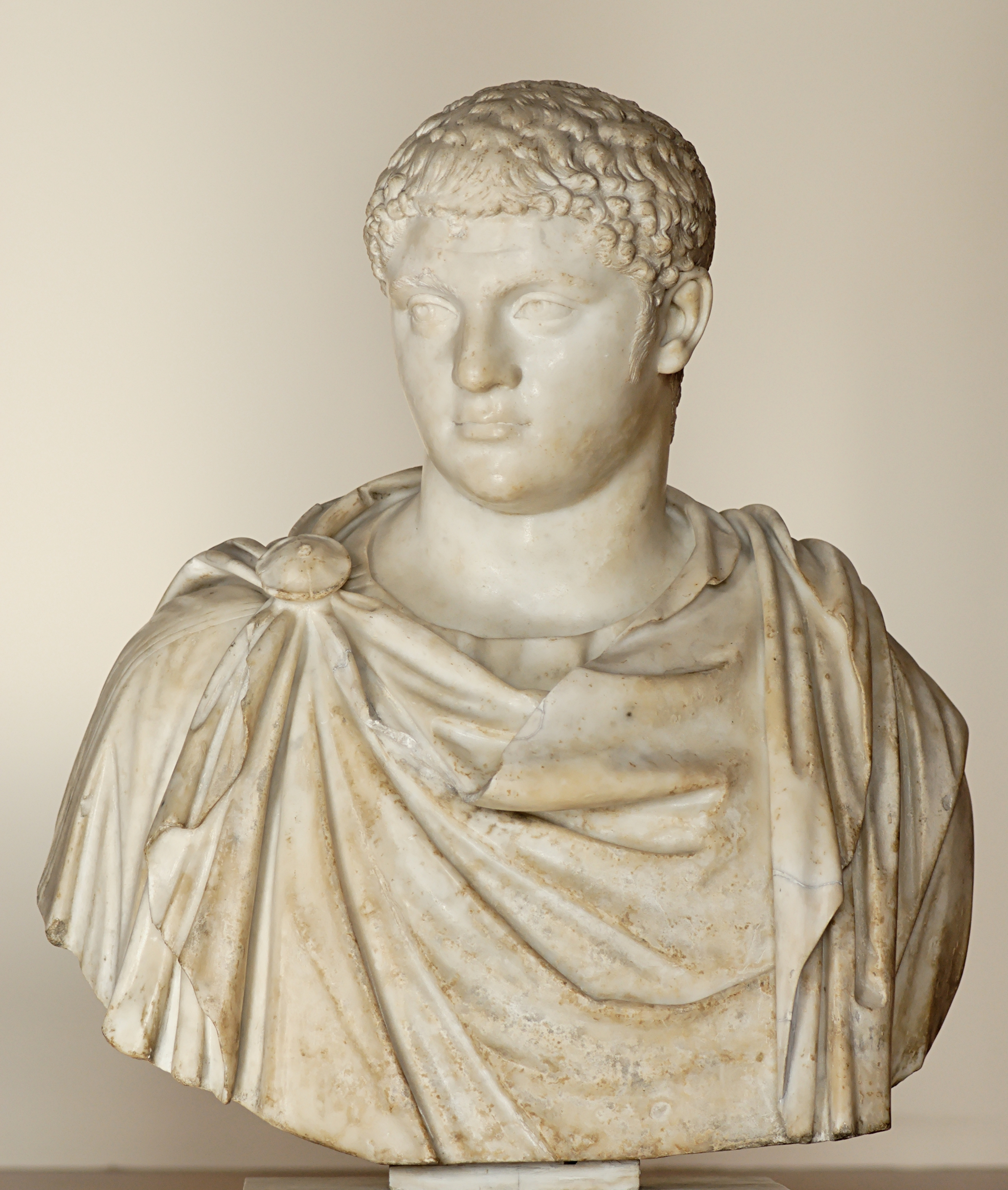
Гета (погруддя в музеї Лувра)

Пу́блій Септи́мій Ге́та (лат. Publius Septimius Geta, 29 травня, 189 — 26 лютого, 212) — римський імператор з 211 року. Зайняв престол після смерті свого батька Септимія Севера разом зі своїм старшим братом Каракаллою.

## Юнацькі роки
Гета був молодшим сином засновника династії Северів — Септимія Севера та Юлії Домни. Носив ім'я свого діда. Виховувався разом відомим вченим Квінтом Сереном Саммоніком. Гета був молодшим від свого брата Каракалли всього на 11 місяців. Уже в молодші роки почалося суперництво між братами, яке з роками переросло у ненависть. У 197 році Гета супроводжував свого батька в поході проти парфян і в цей час отримав разом з Каракаллою титул Цезар.
На початку 202 року повернувся до Риму, в той час як сім'я залишилася на сході. У 202—204 роках перебував на батьківщині свого батька у Лептісі Великому в Лівії. Марно намагався батько згладити ненависть братів. Він узяв їх з собою в похід на Британію у 208—211 роках, що було останньою спробою примирити їх між собою.

## Правління і смерть
Після смерті Септимія Севера 4 лютого 211 року брати одночасно стали правителями імперії. Гета, популярний серед солдатів, не виступав відкрито проти Каракалли. Особливо підтримував Гету ІІ Парфянський легіон.
Однак у лютому 212 року Каракаллі вдалося запросити Гету ніби на розмову примирення в присутності матері і там підступно вбити. Причому мати теж була поранена.
Після цього на ім'я Гети було накладено Damnatio memoriae. Навіть монети з його іменем було переплавлено. Знищено більше ніж 20 тисяч прихильників Гети, багато було запроторено до в'язниць.
Проте пізніше у 219 році Геліогабал реабілітував його.